# Aurelio Roverella
Aurelio Roverella (Cesena, 21 agosto 1748 – Bourbonne-les-Bains, 6 settembre 1812) è stato un cardinale italiano.
Fu nominato cardinale della Chiesa cattolica da papa Pio VI.

## Biografia
Nacque a Cesena il 21 agosto 1748 dal conte Carlo Roverella e da Maria Toschi.
Papa Pio VI lo elevò al rango di cardinale nel concistoro del 21 febbraio 1794.
Morì il 6 settembre 1812 all'età di 64 anni.